# Bengt-Åke Nilsson
Bengt-Åke Nilsson, född 31 oktober 1939 i Simrishamn, är en svensk jurist.
Bengt-Åke Nilsson blev juris kandidat vid Lunds universitet 1965. Efter fullgjord tingsmeritering 1965–1967 blev han fiskal i Hovrätten för Nedre Norrland 1968. Han var tingssekreterare i Ångermanlands norra domsaga 1969–1971 och blev assessor i Hovrätten för Nedre Norrland 1973. Nilsson tjänstgjorde som utredningssekreterare i utredningen om personalens arbetsuppgifter vid Kriminalvårdens anstalter 1974–1977 och i 1978 års vallagskommitté 1978–1982. Han anställdes som sakkunnig i Finansdepartementet 1982 samt blev departementsråd 1984, expeditions- och rättschef i Finansdepartementet 1986 och rättschef i Statsrådsberedningen 1992. Han var regeringsråd 1998–2005 och tjänstgjorde 2003–2007 som ledamot i Lagrådet.

## Utmärkelser
- H.M. Konungens medalj 12:e storleken i Serafimerordens band för värdefulla insatser inom svenskt förvaltnings- och samhällsliv. (2012) [1]